# دیس اتونومی
دیس اتونومی یا نوروپاتی اتونومیک (به انگلیسی: Dysautonomia) وضعیتی است که سیستم عصبی خودمختار (ANS) به درستی کار نمی‌کند. این اختلال ممکن است بر عملکرد قلب، مثانه، روده‌ها، غدد عرق، مردمک‌ها و رگ‌های خونی تأثیر بگذارد. دیس اتونومی دلایل زیادی دارد که همه آنها را نمی‌توان به عنوان اختلال نوروپاتیک (وابسته به سیستم عصبی) طبقه‌بندی کرد. برخی از شرایط مانند بیماری پارکینسون، آتروفی سیستم چندگانه، و زوال عقل با اجسام لوی، سندرم اهلرز-دانلوس، گانگلیونوپاتی اتونومی خود ایمنی، نوروپاتی اتونومی، ایدز، نارسایی اتونومیک و سندرم تاکی کاردی ارتواستاتیک وضعیتی می‌تواند همراه با دیس اتونومی باشد. تشخیص از طریق آزمایش عملکردی ANS و با تمرکز بر عملکرد اندام آسیب دیده به دست می‌آید. گاهی تحقیقات برای شناسایی فرآیندهایی از بیماری زمینه ای انجام می‌شود که ممکن است به ایجاد علائم نوروپاتی اتونوم منجر شده باشد. درمان حمایتی برای بسیاری از علائم مرتبط با دیس اتونومی در دسترس است و برخی از فرآیندهای بیماری را می‌توان مستقیماً درمان کرد.

## علائم و نشانه‌ها
علائم دیس اتونومی، متعدد است و برای هر فرد تفاوت دارد. به دلیل سیگنال‌های وابران ناکارآمد یا نامتعادل که از طریق هر دو سیستم خودمختار و ارادی ارسال می‌شود علائمی زیر شکل می‌گیرد:
- هیپوهیدروزیس[۱۰]
- اضطراب[۳]
- تاری دید یا دوبینی[۱۰]
- بی‌اختیاری مدفوع[۱۰]
- مه مغزی[۱۰]
- یبوست[۳]
- گیجی[۳]
- مشکل در بلع
- عدم تحمل ورزش
- بی خوابی[۱۰]
- فشار خون پایین[۳]
- افت فشار خون ارتواستاتیک[۳]
- سنکوپ[۱۰]
- تاکی کاردی
- دید تونلی[۳]
- بی‌اختیاری ادرار یا احتباس ادرار[۳]
- سرگیجه[۱۰]
- ضعف[۳]